# Mi sono innamorato di te
Mi sono innamorato di te è una canzone scritta dal cantautore Luigi Tenco, fu pubblicato nell'LP Luigi Tenco del 1962.
Il brano, con l'arrangiamento di Giampiero Boneschi, fu inciso per la Ricordi nel novembre 1964 come Lato A nel 45 giri Mi sono innamorato di te/Angela.
Nel 1969 il brano fu riproposto da Ornella Vanoni in versione al femminile con il titolo Mi sono innamorata di te

## Musica
Il brano segue il giro armonico dello standard jazz Autumn Leaves trasposto una terza maggiore sotto: da Mi m a Do m.
Sequenza originale:  Mi m - LA m - Re M - Sol M - Do M - Fa# m (7b5) - Si M (7)- Mi m
Sequenza di Tenco: Do m - Fa m - Sib M - Mib M - Lab M - Re m (7b5) - Sol M (7) - Do m

## Testo e significato
perché non avevo niente da fare

il giorno volevo qualcuno da incontrare 

la notte volevo qualcuno da sognare»
(Luigi Tenco)
In questo brano l'amore viene apparentemente rappresentato senza alcuna illusione romantica e sembrerebbe una scappatoia dalla noia.
Tuttavia in una intervista l'autore dichiarava che, nonostante questi versi nel 1962 siano stati interpretati come una bestemmia, in realtà questa sincera dichiarazione conteneva molte verità. Inoltre negli ultimi versi il protagonista viene coinvolto da un sentimento vero e quindi ... la notte va a cercare la donna che ama.
e adesso non so neppure io cosa fare

il giorno mi pento d'averti incontrato 

la notte ti vengo a cercare»
(Luigi Tenco)

## Cover
- 1963, Johnny Dorelli[5]
- 1968, Ornella Vanoni nel suo LP Ai miei amici cantautori
- 1971, Nicola Di Bari nel suo LP Nicola Di Bari canta Luigi Tenco
- 1993, Mina nell'album Signori... Mina! vol. 1
- 1994, Tiziana Ghiglioni nell'album Tiziana Ghiglioni canta Luigi Tenco
- 2001, Renato Sellani nell'album Per Luigi Tenco
- 2005, Antonella Ruggiero nell'album Big Band!
- 2005, Ada Montellanico & Enrico Pieranunzi
- 2008, Gianluca Grignani
- 2011, Francesco Baccini nell'album Baccini canta Tenco
- 2016, Franco Simone in Carissimo Luigi
- 2017, Tiziano Ferro
- 2018, Antonella Ruggiero nell'album "Quando facevo la cantante" (2018) - CD3 "La canzone d'autore".
- 2020, Ginevra Di Marco nell'album Quello che conta - Ginevra canta Luigi Tenco